# Jenko-Preis
Der Jenko-Preis (Jenkova nagrada) ist ein Literaturpreis, den der Slowenische Schriftstellerverband (Društvo slovenskih pisateljev, DSP) alljährlich für den besten slowenischen Lyrikband der beiden letzten Jahre vergibt. Der seit 1986 vergebene Preis ist nach dem slowenischen Lyriker Simon Jenko (1835–1869) benannt und zählt zu den prestigeträchtigsten Literaturpreisen in Slowenien.

## Preisträger
- 1986 Niko Grafenauer, Palimpsesti [Palimpseste]
- 1987 Veno Taufer, Vodenjaki [Wasserfiguren]
- 1988 Tomaž Šalamun, Mera časa [Das Maß der Zeit]
- 1989 Aleš Debeljak, Slovar tišine [Wörterbuch der Stille]
- 1990 Milan Dekleva, Odjedanje božjega [Abätzung des Göttlichen]
- 1991 Milan Jesih, Soneti [Sonette]
- 1992 Jure Detela, Pesmi [Gedichte]
- 1993 Kajetan Kovič, Sibirski cirkus [Der sibirische Zirkus]
- 1994 Svetlana Makarovič, Tisti čas [Jene Zeit]
- 1995 Boris A. Novak, Mojster nespečnosti [Meister der Schlaflosigkeit]
- 1996 Alojz Ihan, Južno dekle [Das südliche Mädchen]
- 1996 Iztok Osojnik, Klesani kamni [Behauene Steine]
- 1997 Peter Semolič, Hiša iz besed [Haus aus Wörtern]
- 1998 Dane Zajc, Dol dol [Hinunter, hinunter]
- 1999 Niko Grafenauer, Odtisi [Abdrücke]
- 2000 Uroš Zupan, Drevo in vrabec [Der Baum und der Spatz]
- 2001 Milan Jesih, Jambi [Jamben]
- 2002 Erika Vouk, Opis slike [Beschreibung eines Bildes]
- 2003 Brane Mozetič, Banalije (Banalien. Aus dem Slowenischen von Andrej Leben. Hamburg: Männerschwarm Verlag 2010)
- 2004 Ciril Bergles, Moj dnevnik [Mein Tagebuch]
- 2004 Jože Snoj, Poslikava notranjščine [Ausmalung des Innern]
- 2005 Maja Vidmar, Prisotnosti [Anwesenheiten]
- 2006 Josip Osti, Vse ljubezni so nenavadne [Jede Liebe ist ungewöhnlich]
- 2006 Miklavž Komelj, Hipidrom [Das Hippidrom]
- 2007 Tomaž Šalamun, Sinji stolp [Der himmelblaue Turm]
- 2008 Andrej Medved, Približevanja [Annäherungen]
- 2009 Aleš Debeljak, Tihotapci [Die Schmuggler]
- 2010 Ivo Svetina, Sfingin hlev [Der Stall der Sphinx]
- 2011 Primož Čučnik, Kot dar [Als Geschenk]
- 2012 Janez Ramoveš, Skuz okn strejlam kurente [Ich schieße aus dem Fenster auf die Perchten]
- 2013 Kristina Hočevar, Na zobeh aluminij, na ustnicah kreda [Auf den Zähnen Aluminium, auf den Lippen Kreide]
- 2014 Anja Golob, Vesa v zgibi (ab und zu neigungen. Herausgegeben von Johanna Öttl; aus dem Slowenischen von Urška P. Černe und Uljana Wolf. Wien: Hochroth 2015)
- 2015 Miklavž Komelj, Noč je abstraktnejša kot N [Die Nacht ist abstrakter als N]
- 2016 Anja Golob, Didaskalije k dihanju (Anweisungen zum Atmen. Aus dem Slowenischen von Urška P. Černe und Uljana Wolf. Wien: Edition Korrespondenzen 2018)
- 2017 Veronika Dintinjana, V suhem doku [Im Trockendock]
- 2018 Tone Škrjanec, Dihaj [Atme]
- 2019 Kaja Teržan, Krog [Der Kreis]
- 2020 Brane Mozetič, Sanje v drugem jeziku [Traum in einer anderen Sprache]
- 2021 Nina Dragičević, To telo, pokončno [Dieser Körper, aufrecht]
- 2022 Nataša Velikonja: Prostor sredi križišč [Ein Raum inmitten von Kreuzungen]
- 2023 Blaž Božič: Mleček, žbunje: grobovi v njem [Milchsaft, Gebüsch: Die Gräber in ihm]